# بارك جون-هوي
بارك جون-هوي (هانغل: 박준희) هو لاعب كرة قدم كوري جنوبي في مركز الوسط، ولد في 1 مارس 1991 في كوريا الجنوبية. لعب مع بوهانغ ستيلرز.

## وصلات خارجية
- بارك جون-هوي على موقع دوري كوريا الجنوبية (الإنجليزية)
- بارك جون-هوي على موقع Soccerway.com (الإنجليزية)